# Cervantes (West-Australië)
Cervantes is een vissersdorp in de regio Wheatbelt in West-Australië. Het ligt aan de Indische Oceaan, 198 kilometer ten noorden van Perth, 227 kilometer ten zuiden van Geraldton en 24 kilometer ten zuiden van Jurien Bay.

## Geschiedenis
De Juat Nyungah Aborigines waren de oorspronkelijke bewoners van de streek.
Vanaf de 17e eeuw verkenden Europese ontdekkingsreizigers de kusten van Australië. Rond 1801 bracht Nicolas Baudin grote delen van de westkust in kaart en benoemde een groot aantal toponiemen in de streek. In 1844 liep een schip genaamd Cervantes vast op een eiland anderhalve kilometer van de landtong Thirsty Point waar het voor anker lag. Het eiland werd Cervantes genoemd naar het schip.
In de jaren 1950 vestigden zich een aantal vissers aan Thirsty Point. De overheid besliste in 1962 505 hectare van de noordwestelijke hoek van het nationaal park Nambung af te scheiden om er een dorp op te richten. Cervantes werd in 1963 officieel gesticht. Het vissersdorp werd naar het eiland vernoemd waarvan men toen verkeerdelijk dacht dat Baudin het naar de Spaanse schrijver Miguel de Cervantes had vernoemd. Omwille van die verkeerde idee werden een groot aantal straten in Cervantes met Spaanse namen bedacht.

## 21e eeuw
Cervantes is een vissersdorp dat deel uitmaakt van het lokale bestuursgebied Shire of Dandaragan. Er staat een kreeftenverwerkingsfabriek. Het is een vakantiebestemming met drie aanlegsteigers, een motel en een caravanpark.
In 2021 telde Cervantes 480 inwoners tegenover 503 in 2006.

### Emu Downs Wind Farm
In 2006 werd nabij Cervantes een windmolenpark met 48 windmolens opgericht. Het levert 80 MW aan stroom die gebruikt wordt door de 260 kilometer zuidelijker gelegen Perth Seawater Desalination Plant, om van zeewater drinkwater te maken. De ontziltingsinstallatie levert 20% van Perths drinkwater. In 2017 werd nog een zonnepanelenpark toegevoegd dat 20 MW levert om de dip die het windmolenpark overdag kent op te vangen.

## Toerisme
Vlak bij Cervantes liggen enkele toeristische trekpleisters:
- Het nationaal park Nambung met de Pinnacles Desert.
- Lake Thetis bevat thrombolieten.[11]
- De Lobster Shack organiseert rondleidingen in de kreeftenverwerkingsfabriek, cruises en biedt maaltijden aan in een restaurant.
- De Cervantes Art Trail is een kunstenroute in het dorp.[12]
- Vanaf Thirsty Point kan men de Cervanteseilanden zien liggen. Er wordt gewindsurft en gekitesurft.[12]

## Klimaat
Cervantes kent een warm mediterraan klimaat, Csa volgens de klimaatclassificatie van Köppen. De gemiddelde jaarlijkse temperatuur ligt rond 18,5 °C. De gemiddelde jaarlijkse neerslag bedraagt ongeveer 580 mm.

## Galerij

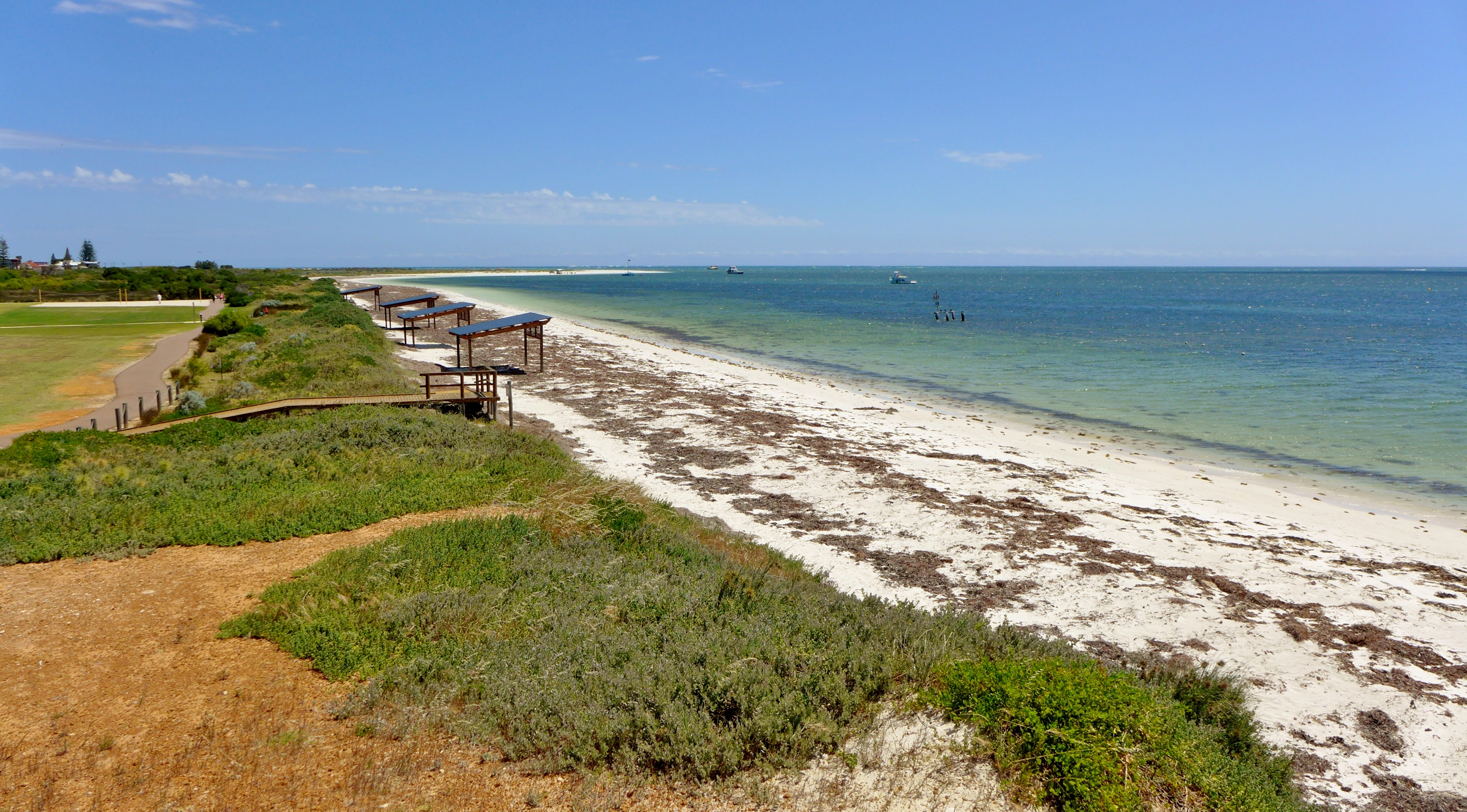
Cervantes Beach
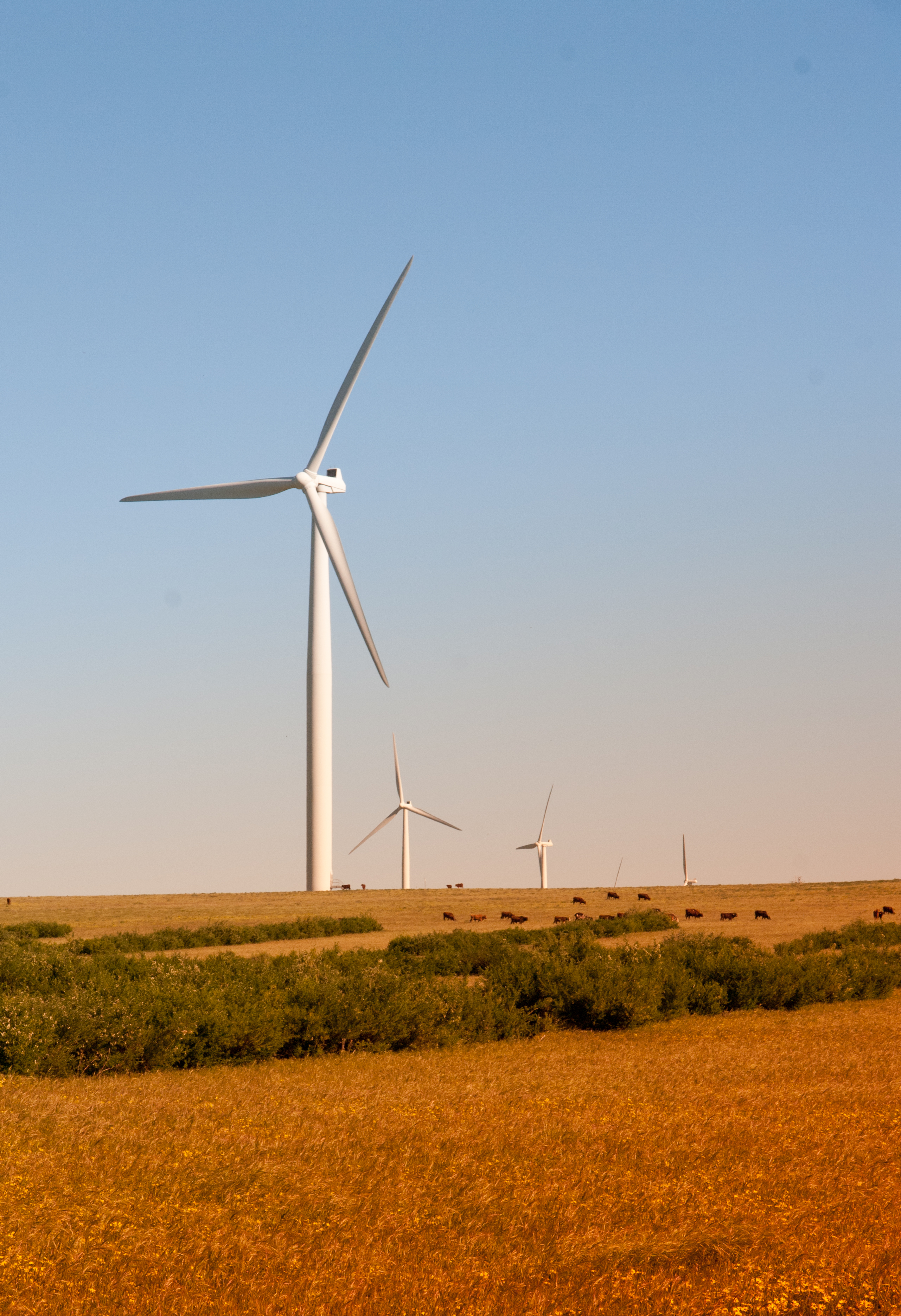
Emu Downs windmolenpark
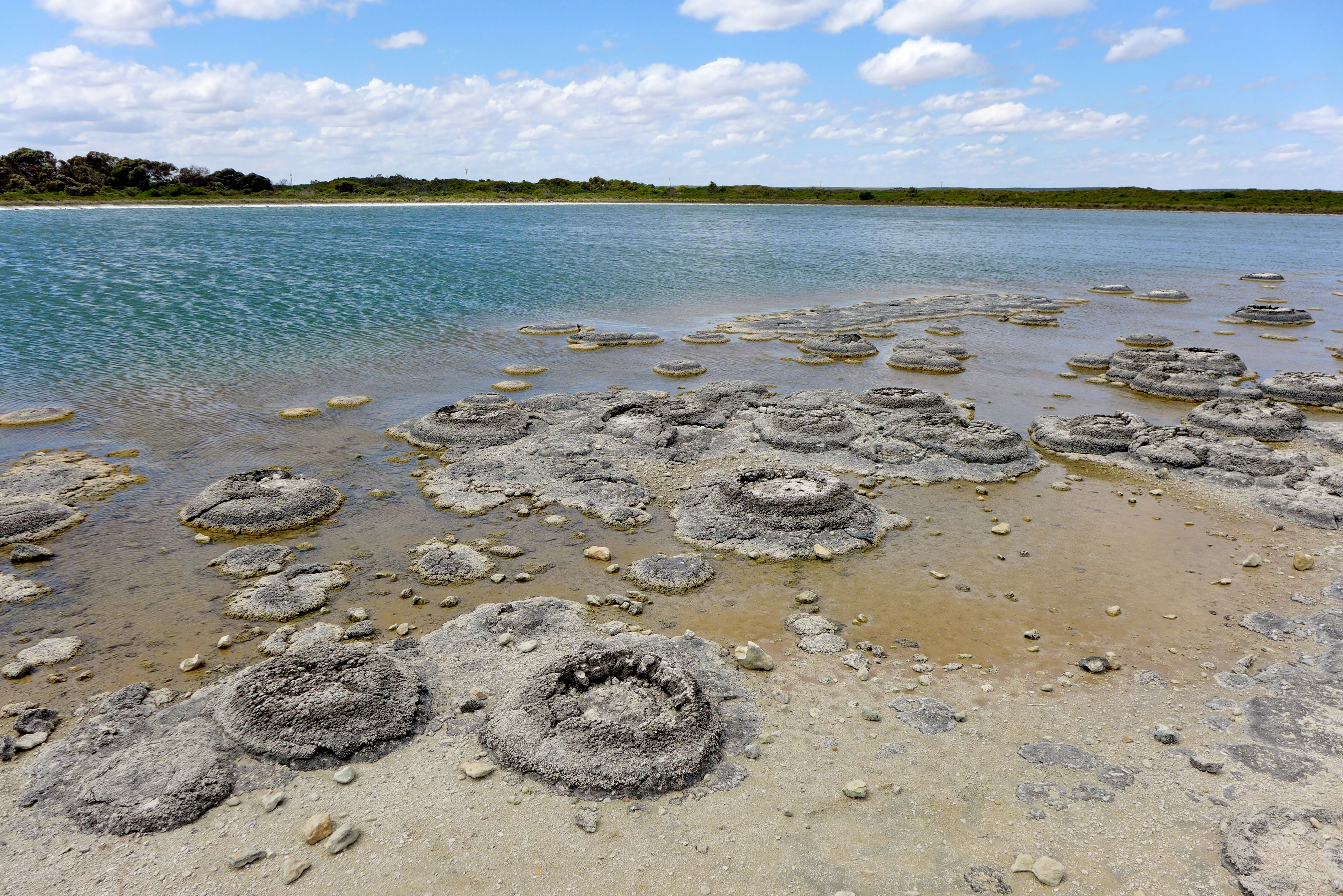
Lake Thetis
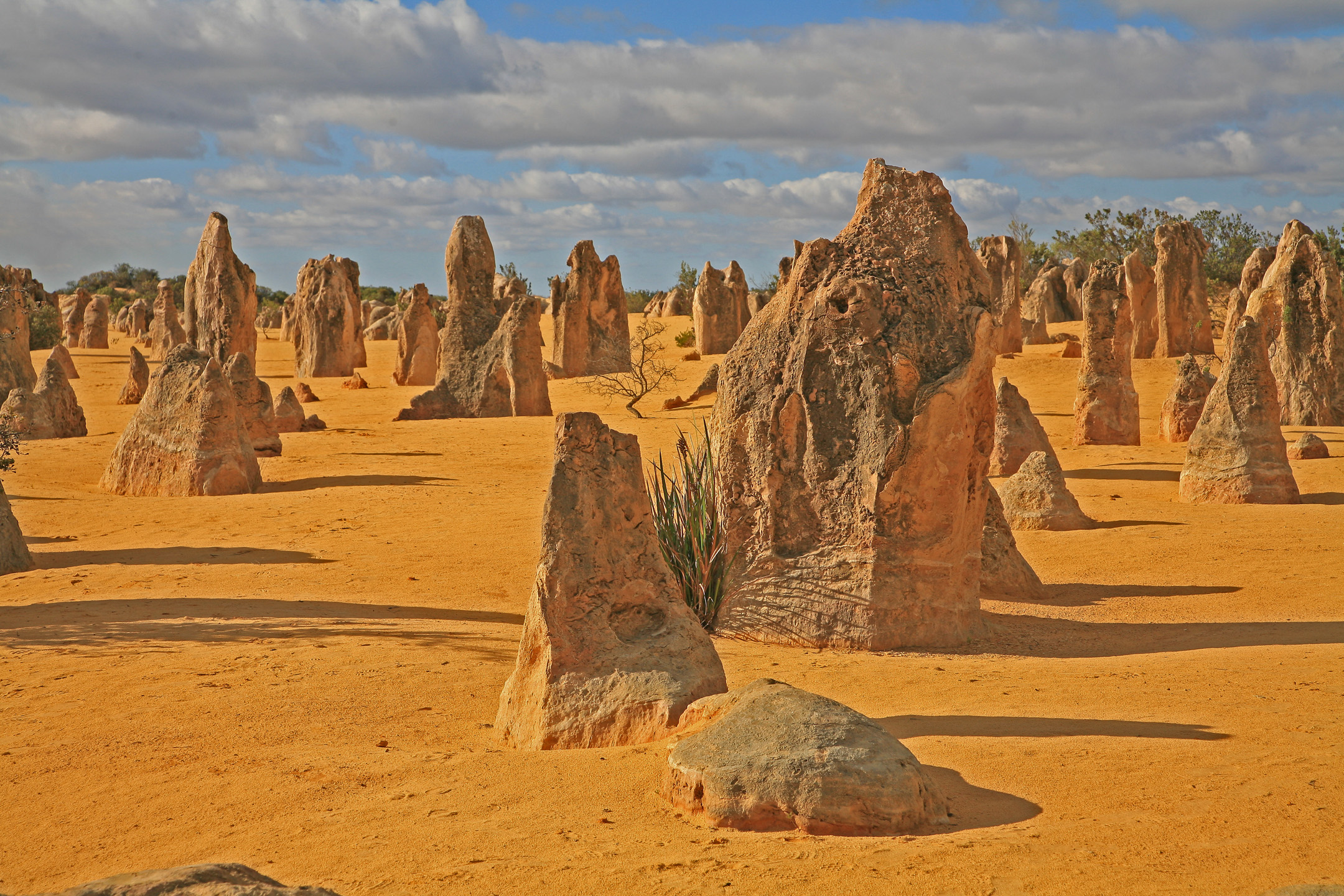
Pinnacles Desert
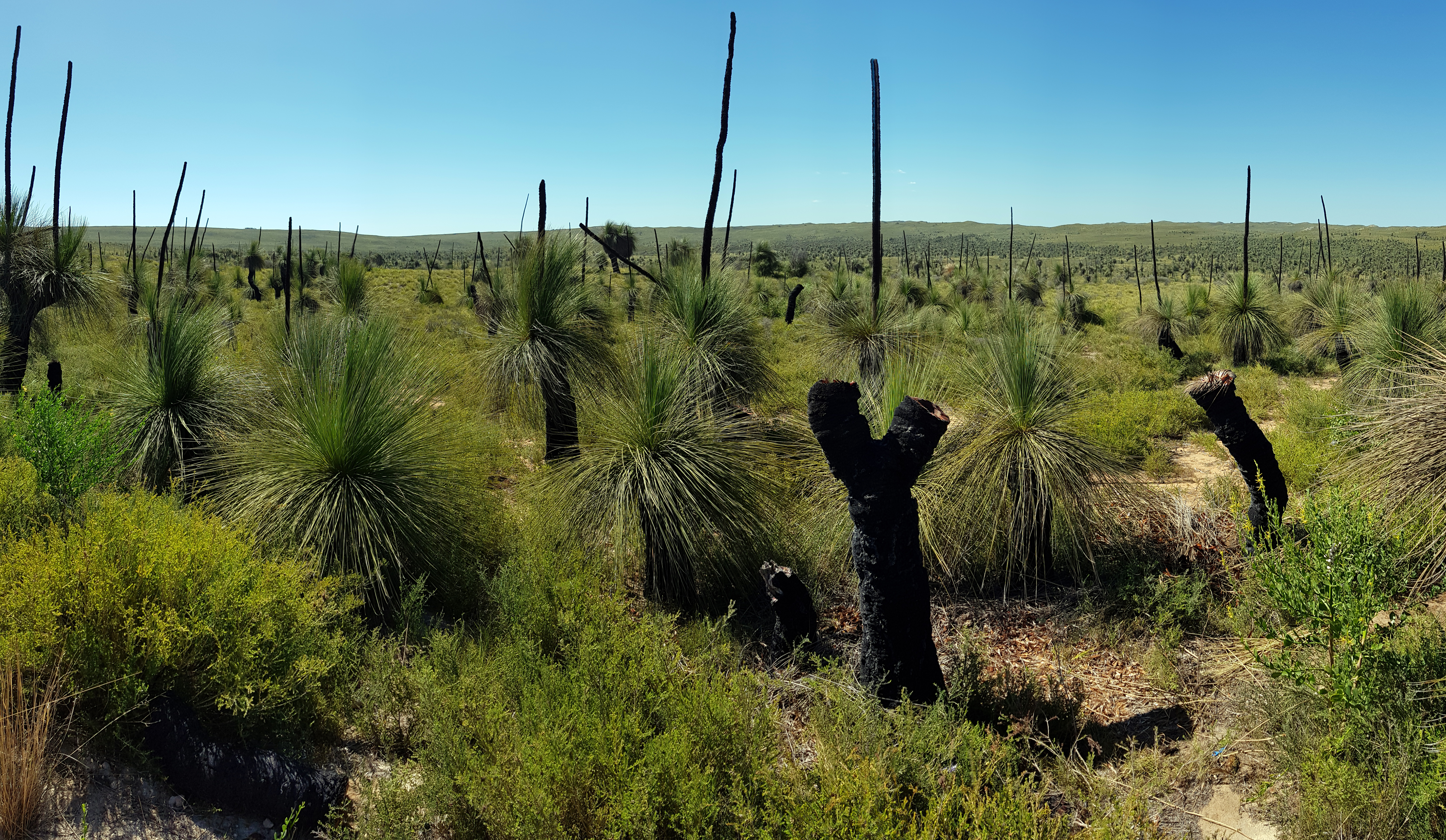
grasbomen in nationaal park Nambung

Aldersyde · Amery · Ardath · Arthur River · Baandee · Babakin · Badgingarra · Badjaling · Bailup · Bakers Hill · Balkuling · Ballaying · Ballidu · Beacon · Beenong · Beermullah · Bejoording · Belka · Bencubbin · Bendering · Benjaberring · Beverley · Bilbarin · Bindi Bindi · Bindoon · Bodallin · Bolgart · Bonnie Rock · Boolading · Booraan · Brookton · Bruce Rock · Bullaring · Bullfinch · Bulyee · Bungulla · Buntine · Burakin · Burracoppin · Cadoux · Calingiri · Campion · Caraban · Carrabin · Cataby · Cervantes · Chandler · Chittering · Clackline · Cold Harbour · Congelin · Coomberdale · Copley · Corrigin · Cowcowing · Crossman · Cuballing · Culbin · Cunderdin · Dalwallinu · Dandaragan · Dangin · Darkan · Dattening · Dongolocking · Doodlakine · Dowerin · Dudinin · Dumbleyung · Duranillin · Dwarda · Ejanding · Elabbin · Erikin · Gabbin · Gingin · Goomalling ·  Grass Valley · Greenhills · Guilderton · Gwambygine · Harrismith · Highbury · Hines Hill · Holt Rock · Hyden · Jelcobine · Jennacubbine · Jennapullin · Jitarning · Jurien Bay · Kalannie · Karlgarin · Kellerberrin · Kondinin · Kondut · Koojan · Koolyanobbing · Koorda · Korbel · Korrelocking · Kukerin · Kulin · Kulja · Kulyaling · Kunjin · Kununoppin · Kweda · Kwelkan · Kwolyin · Lancelin · Lake Brown · Lake Grace · Lake King · Ledge Point · Manmanning · Marvel Loch · Meckering · Meenaar · Merredin · Miling · Minnivale · Mogumber · Mokine · Moodiarrup · Mooliabeenee · Moora · Moorine Rock · Moorumbine · Moulyinning · Mount Hardey · Mount Kokeby · Mount Walker · Muchea · Mukinbudin · Muntadgin · Nalya · Nangeenan · Narembeen · Narrogin · New Norcia · Newdegate · Nilgen · Nokaning · North Bannister · Northam · Nukarni · Nungarin · Pantapin · Piawaning · Piesseville · Pingaring · Pingelly · Pithara · Popanyinning · Quairading · Quindanning · Regans Ford · Seabird · Shackleton · Southern Cross · Spencers Brook · Tammin · Tincurrin · Toodyay · Trayning · Varley · Wagin · Walebing · Walgoolan · Wandering · Wannamal · Watheroo · Welbungin · West Dale · West Toodyay · Westonia · Wialki · Wickepin · Wilbinga · Williams · Wongan Hills · Woodridge · Wubin · Wundowie · Wyalkatchem · Yealering · Yelbeni · Yellowdine · Yilliminning · Yerecoin · York · Yorkrakine · Yornaning · Yoting · Youndegin